# 高橋美穂子
髙橋 美穂子（たかはし みおこ、1973年 - ）は日本の会計学者。法政大学教授。専門分野は会計学。

## 学歴
- 1996年3月 高崎経済大学経済学部経営学科[2]卒業
- 1998年3月 東北大学大学院経済学研究科博士前期課程修了
- 2001年3月 東北大学大学院経済学研究科博士後期課程修了（経済学博士）

## 職歴
- 2001年4月 東北大学大学院 経済学研究科 助手
- 2003年4月 日本学術振興会 特別研究員 （青山学院大学）
- 2006年4月 高崎経済大学 地域政策学部 講師
- 2009年4月 高崎経済大学 地域政策学部 准教授
- 2013年4月 東北大学大学院 経済学研究科 准教授
- 2017年4月 法政大学経営学部 教授

## 著書
- 『事業継続能力監査と倒産予測モデル 』(担当:分担執筆, 範囲:第3章 継続企業の前提に係る監査手続きへの倒産予測モデルの適用) 同文舘出版、2008年5月
- 『地域政策を考える－2030年のシナリオ－ 』(担当:分担執筆, 範囲:第5章 地方公会計の新たな展開に向けて) 勁草書房、2009年3月